# Djuric Winklaar
Djuric Winklaar (Willemstad, 3 gennaio 1982) è un ex calciatore olandese, di ruolo centrocampista.

## Carriera

### Club
Winklaar cresce calcisticamente nelle file dell'Heerenveen dove nel 2001 viene scoperto dal ds del Lecce Pantaleo Corvino che lo porta in Italia per una cifra vicina a 3 miliardi di lire. Viene impiegato soprattutto nella formazione Primavera, con la quale conquista 3 titoli in 3 anni, prima di essere mandato a far esperienza con Sora e SPAL.
Nel 2004 fa ritorno in patria, firmando un contratto per l'AGOVV. Nel 2007 si trasferisce al Quick 1890. Nel 2009 si trasferisce al Geinoord. Nel 2010 passa al Veensche Boys. Nel 2011 viene acquistato dal Breukelen.
Nel 2015 si ritira dal calcio giocato per dedicarsi alle altre due passioni: l'elettronica e l'informatica.

### Nazionale
Winklaar è uno dei giocatori più rappresentativi della Nazionale di calcio delle Antille olandesi. Ha debuttato in Nazionale nel 2004. Gioca in Nazionale fino al 2008, collezionando in totale 9 presenze.

## Statistiche

### Cronologia presenze e reti in nazionale
| Cronologia completa delle presenze e delle reti in nazionale ― Antille Olandesi | Cronologia completa delle presenze e delle reti in nazionale ― Antille Olandesi | Cronologia completa delle presenze e delle reti in nazionale ― Antille Olandesi | Cronologia completa delle presenze e delle reti in nazionale ― Antille Olandesi | Cronologia completa delle presenze e delle reti in nazionale ― Antille Olandesi | Cronologia completa delle presenze e delle reti in nazionale ― Antille Olandesi | Cronologia completa delle presenze e delle reti in nazionale ― Antille Olandesi | Cronologia completa delle presenze e delle reti in nazionale ― Antille Olandesi |
| Data                                                                            | Città                                                                           | In casa                                                                         | Risultato                                                                       | Ospiti                                                                          | Competizione                                                                    | Reti                                                                            | Note                                                                            |
| ------------------------------------------------------------------------------- | ------------------------------------------------------------------------------- | ------------------------------------------------------------------------------- | ------------------------------------------------------------------------------- | ------------------------------------------------------------------------------- | ------------------------------------------------------------------------------- | ------------------------------------------------------------------------------- | ------------------------------------------------------------------------------- |
| 18-2-2004                                                                       | Saint John's                                                                    | Antigua e Barbuda                                                               | 2 – 0                                                                           | Antille Olandesi                                                                | Qual. Mondiali 2006                                                             | -                                                                               |                                                                                 |
| 1-4-2004                                                                        | Willemstad                                                                      | Antille Olandesi                                                                | 3 – 0                                                                           | Antigua e Barbuda                                                               | Qual. Mondiali 2006                                                             | -                                                                               |                                                                                 |
| 13-6-2004                                                                       | Willemstad                                                                      | Antille Olandesi                                                                | 1 – 2                                                                           | Honduras                                                                        | Qual. Mondiali 2006                                                             | -                                                                               |                                                                                 |
| 20-6-2004                                                                       | San Pedro Sula                                                                  | Honduras                                                                        | 4 – 0                                                                           | Antille Olandesi                                                                | Qual. Mondiali 2006                                                             | -                                                                               |                                                                                 |
| 6-2-2008                                                                        | Diriamba                                                                        | Nicaragua                                                                       | 0 – 1                                                                           | Antille Olandesi                                                                | Qual. Mondiali 2010                                                             | -                                                                               | 45’ 46’                                                                         |
| 27-3-2008                                                                       | Willemstad                                                                      | Antille Olandesi                                                                | 2 – 0                                                                           | Nicaragua                                                                       | Qual. Mondiali 2010                                                             | -                                                                               |                                                                                 |
| 9-6-2008                                                                        | Willemstad                                                                      | Antille Olandesi                                                                | 0 – 1                                                                           | Venezuela                                                                       | Amichevole                                                                      | -                                                                               |                                                                                 |
| 15-6-2008                                                                       | Port-au-Prince                                                                  | Haiti                                                                           | 0 – 0                                                                           | Antille Olandesi                                                                | Qual. Mondiali 2010                                                             | -                                                                               |                                                                                 |
| 23-6-2008                                                                       | Willemstad                                                                      | Antille Olandesi                                                                | 0 – 1                                                                           | Haiti                                                                           | Qual. Mondiali 2010                                                             | -                                                                               |                                                                                 |
| Totale                                                                          |                                                                                 | Presenze                                                                        | 9                                                                               |                                                                                 | Reti                                                                            | 0                                                                               |                                                                                 |

## Palmarès

### Club

#### Competizioni giovanili
- Campionato Primavera: 2

Lecce: 2002-2003, 2003-2004
- Coppa Italia Primavera: 1

Lecce: 2001-2002